# Cerovlje
Cerovlje (italienisch Cerreto) ist ein Dorf und ein Stadtbezirk in der Gespanschaft Istrien, Kroatien. Die Gemeinde hat laut Volkszählung 2021 1453 Einwohner. Das Dorf lebt von der Landwirtschaft. Cerovlje besitzt einen Bahnhof an der Bahnstrecke Divača–Pula und liegt im Tal der Pazinčica. Cerovlje ist mit einem Vollanschluss an die Autobahn A8 angebunden.